# Galeus polli
Il gattuccio africano (Galeus polli Cadenat, 1959) è un piccolo squalo abissale della famiglia degli Sciliorinidi.

## Distribuzione e habitat
Vive lungo le coste che vanno dal Marocco meridionale alla Namibia, a profondità comprese tra i 200 e i 720 metri.

## Descrizione
Misura al massimo 45 cm.